# Connor Fields
Connor Evan Fields (Plano, 14 de septiembre de 1992) es un deportista estadounidense que compite en ciclismo en la modalidad de BMX.
Participó en dos Juegos Olímpicos de Verano, en los años 2012 y 2016, obteniendo una medalla de oro en Río de Janeiro 2016, en la carrera masculina.
Ganó tres medallas en el Campeonato Mundial de Ciclismo BMX entre los años 2012 y 2015.

## Palmarés internacional
| Juegos Olímpicos   | Juegos Olímpicos         | Juegos Olímpicos  | Juegos Olímpicos |
| Año                | Lugar                    | Medalla           | Competición      |
| ------------------ | ------------------------ | ----------------- | ---------------- |
| 2016               | Río de Janeiro (Brasil)  | Medalla de oro    | Carrera          |
| Campeonato Mundial |                          |                   |                  |
| Año                | Lugar                    | Medalla           | Competición      |
| 2012               | Birmingham (Reino Unido) | Medalla de oro    | Contrarreloj     |
| 2013               | Auckland (Nueva Zelanda) | Medalla de oro    | Contrarreloj     |
| 2015               | Zolder (Bélgica)         | Medalla de bronce | Contrarreloj     |